# Лука Бекавац
Лука Бекавац (на хърватски: Luka Bekavac) е хърватски журналист в областта на културата и редактор, музикант, преводач и писател на произведения в драма, научна фантастика, криминален роман и документалистика.

## Биография и творчество
Лука Бекавац е роден през 1976 г. в Осиек, Хърватия, СФРЮ. Следва сравнителна литература и философия във Философския факултет на Загребския университет, който завършва през 2002 г. и получава там докторска степен през 2012 г. От 2006 г. работи в катедрата по сравнителна литература на университета, където преподава курсове по съвременна литературна теория. В своята научна дейност се занимава с теориите след структурализма, постмодернизма в литературата и културата, съвременната спекулативна литература и културологията.
По време на следването си, с колегата си Тома Бачич стартират електроакустичния и гличпоп дует Jeanne Frémaux, който е проект за експериментална музика. Участват в музикални фестивали и издават албуми по издателския проект на клуб „MaMa” за отворено съдържание EGOBOO.bits и др.
От студентските си години публикува статии и преводи в списанията Zarez, Quorum, Tvrđa, Književna revija, Gordogan и 15 dana, и участва в предаванията на Третата програма на Хърватското радио и радио 101. В периода 2004 – 2006 г. е член на редакционния съвет на списание Quorum.
Първият му роман „Дрян“ (Drenje) е издаден през 2011 г. Той е експериментален роман, опит за създаване на различна литература. Номиниран е за няколко регионални награди.
През 2013 г. е издаден романът му „Вилево“. Той е роман за паметта, травмата и транскомуникацията. Съставен е от три напълно разнородни части: „Август“, „След полунощ“ и „Маркович“ – първият представлява четири монолога на девойката Теа живееща с по-голямата си сестра Елиза в изоставена къща във Вилево, недалеч от Осиек, през 2109 г., втората част е диалог на двете сестри с трима неизвестни събеседници, а третата част е доклад от 1947 г. за паравоенните радиовръзки, описващ как трима нелегални водят предаванията на партийната радиостанция в Осиек през лятото на 1943 г. и по необясним начин установяват връзка с двете сестри, вероятно същите Теа и Елиза. Романът получава наградата „Янко Полич Камов“, наградата HAZU на Хърватската академия за наука и изкуство и получава наградата за литература на Европейския съюз за 2015 г.
Романът му „Полицейски час: предчувствия, спомени“ (Policijski sat: slutnje, uspomene) от 2015 г. получава наградата „Йосип и Иван Козарац“ за книга на годината.
В своята литературна дейност прави преводи на книги от Мартин Еймис, Джонатан Франзен, Наоми Клайн, Александър Хемон и други. Автор е на есета за постжанровата и експериментална музика и на литературно-теоретични научни статии.</ref>
Лука Бекавац живее със семейството си в Загреб.

## Произведения

### Самостоятелни романи
- Drenje (2011)[1][2][3][4][5]
- Viljevo (2013) – награда „Янко Полич Камов“, награда „HAZU” и награда за литература на ЕС
Вилево, изд.: ИК „Персей“, София (2018), прев. Таня Попова
- Policijski sat: slutnje, uspomene (2015) – награда „Йосип и Иван Козарац“

### Документалистика
- Prema singularnosti: Derrida i književni tekst (2015)[7]
- Galerija likovnih umjetnosti u Osijeku: studije, ruševine (2017)